# Associazione Calcio Femminile Trani 80
L'Associazione Calcio Femminile Trani 80 era una società calcistica femminile con sede a Trani attiva tra il 1979 e il 1988. Nella sua storia ha vinto per 3 volte il campionato italiano e per una volta la Coppa Italia.

## Storia

### La nascita
Nel mese di maggio 1979 un gruppo di appassionati di calcio, deluso dall'andamento dei campionati di Trani e Bari, decide di rivolgere la propria passione per il calcio all'organizzazione di una squadra di calcio femminile, certo che questa disciplina possa rispolverare nuovi entusiasmi in una città come Trani dalla notevole tradizione sportiva.
Viene effettuata l'affiliazione alla F.I.G.C.F. con denominazione "C.F. Trani 80" e viene iscritta la squadra al campionato di Serie C per la stagione sportiva 1980. In preparazione a tale campionato si prende parte al "Torneo Albanese" di Milano e ad un quadrangolare a Sava (TA).

### Subito in Serie B
Prima dell'inizio del campionato di Serie C, sapendo delle intenzioni di abbandono dell'A.C.F. Colorificio Paulin Barletta, militante nel campionato di Serie B, decide di effettuare la fusione con quella società, rilevando così i diritti di partecipazione al campionato nazionale.
Fondendosi con il Colorificio Paulin diventa A.C.F. Gusmai Trani 80 e, alla sua prima esperienza in Serie B, conquista meritatamente la permanenza, suscitando l'interesse nel pubblico che assiste numeroso alle gare interne.
Confortata dai buoni risultati ottenuti, e conscia di possedere una valida organizzazione, decide di fare il salto di qualità allestendo una formazione competitiva per la vittoria finale in campionato. Il club si avvale delle prestazioni di due calciatrici scozzesi, Maria Blagojevic ed Helen Harkison, e di alcune calciatrici provenienti dalla Serie A. La Gusmai Trani 80 centra subito l'obiettivo prefissosi ottenendo la promozione in Serie A.

### Campionato 1982: in Serie A
Il massimo campionato italiano comporta maggiori impegni finanziari, tecnici ed organizzativi. Si decide di ampliare la base societaria, interessando direttamente gli operatori economici tranesi del settore marmifero, che rispondono positivamente all'iniziativa sponsorizzando la squadra, che per questo motivo prende il nome di Marmi Trani 80.
Potendo contare di maggiore solidità economica si acquistano le migliori calciatrici in circolazione: arrivano Carolina Morace, Luana Pavan, Paola Bonato, Adele Marsiletti, Anne O'Brien, Flora Bighin, Ivana Masella, Claudia Salvestri e Marina De Lungo.
Insperatamente è in lotta fino a due giornate dal termine per la conquista dello scudetto con l'Alaska Gelati Lecce ed il Gorgonzola, ma ottiene un onorevole terzo posto. Vede convocate in Nazionale quattro sue calciatrici: Pavan, Marsiletti, Bonato e Morace.

### 1983, seconda stagione in Serie A
Sulle ali dell'entusiasmo per l'ottimo esordio nella massima divisione, è facile pensare anche allo scudetto; con due soli innesti, la fuoriclasse spagnola Conchi Sanchez e la promettente Viola Langella, si costruisce il Trani dei miracoli, che
conquista 24 vittorie e 4 pareggi su 28 partite.
Ma questo curriculum prestigioso non basta a vincere lo scudetto, ma solo a disputare una gara spareggio con la blasonata Alaska Lecce. La Marmi Trani 80, non possedendo un bagaglio di esperienza alle spalle, cede sul piano emotivo e vede sfumare il tricolore, ma conclude positivamente l'annata conquistando la Coppa Italia.

L'Alaska Trani 80 della stagione 1984 da sinistra in piedi: Santino Barbato (all.), Viola Langella, Saveria Ancora, Rosaria Barba, Paola Bonato, Tonia Russo, Maria Mariotti, Rose Reilly (cap.), Luana Pavan. Accosciate da sinistra Lucia Semerano, Viviana Bontacchio, Anna Palma, Adele Marsiletti, Maria Blagojevic, Rosa Forni.

### 1984, il primo scudetto
L'apparente delusione per la mancata conquista del titolo italiano potrebbe spegnere gli entusiasmi, ma sortisce l'effetto contrario in quanto proprio i cugini nemici dell'Alaska, propongono la fusione: nasce l'Alaska Trani 80 seppur con qualche difficoltà iniziale (il matrimonio non è ben visto in casa tranese).
L'arrivo delle campionesse leccesi Rose Reilly, Anna Maria Mega, Maria Mariotti e Viviana Bontacchio arricchisce la già forte formazione biancoazzurra.
Inizialmente nel gruppo è evidente un certo distacco che, per i ricordi di passate rivalità, crea qualche problema nel gioco e nei risultate. Poi il buon senso prevale: si ricompone la famiglia, i valori tecnici vengono posti in evidenza e così, dopo una grande rimonta, la Trani sportiva vede coronato il suo sogno conquistando il suo primo scudetto.
L'azzurro di Trani si riversa nell'azzurro della Nazionale, in quanto ben nove undicesimi sono costituiti da calciatrici tranesi.

### 1985, secondo scudetto
Difendere lo scudetto è l'imperativo categorico per la Trani 80 e l'impresa è più ardua rispetto a quella compiuta l'anno prima.
La ditta farmaceutica Sanitas sponsorizza la squadra, che viene potenziata con l'inserimento delle formidabili danesi Lone Smidt Hansen, Susanne Augustesen, Ulla Bastrup e delle giovani promesse sarde Antonella Carta e Angela Coda.
Dopo un avvincente duello fino all'ultimo minuto con la Lazio dell'ex Morace, la Sanitas Trani 80 conquista il secondo scudetto, ma perde in finale la Coppa Italia, mancando l'accoppiata scudetto-coppa. Si rifà vincendo il Torneo Internazionale di Tortora (CS).

### La stagione 1985-1986
È l'anno della Despar Trani 80: gli obiettivi sono sempre quelli di vittoria finale, la squadra non ha bisogno di ritocchi, ma c'è il cambio dell'allenatore, al tradizionalista Barbato subentra l'innovatore De Marinis.
La zona mista, una novità per il calcio femminile, dà i suoi frutti, infatti la squadra è un rullo compressore, dando spettacolo su tutti i campi d'Italia e richiamando migliaia di spettatori. Il giusto premio in quest'altro anno di grazia è la conquista dello scudetto nella gara decisiva col Verona Ritt Jeans
davanti a dodicimila spettatori in una cornice di calore e colore. È il terzo scudetto consecutivo per Trani, il sesto per la Puglia.

### 1986-1987, prima stagione con la FIGC
La Despar conferma la sponsorizzazione, ma la Hansen torna in Danimarca per sposarsi con Niels Nielsen, collaboratore di De Marinis con il merito di aver costruito un vivaio giovanile; lascia anche il tecnico innovatore e si ritorna all'antico con Barbato.
Nonostante queste defezioni, la Despar Trani 80 è sempre la squadra da battere, con l'obiettivo di ottenere il record delle vittorie di scudetti; il campionato è un avvicendarsi di capovolgimenti al vertice della classifica tra Trani e Lazio: è quest'ultima, più assetata di vittoria, a spuntarla per un solo punto.

### La stagione 1987-1988
L'aver ceduto lo scettro di campione è il sintomo di flessione di entusiasmo nella dirigenza; si decide per il rinnovamento del parco calciatrici, ma si affronta la campagna acquisti senza la consapevolezza di trovarsi di fronte ad una realtà diversa, in quanto lo splendore del nome non è sufficiente a convincere le calciatrici a trasferirsi al sud, con la prospettiva di abbandonare il proprio lavoro.
La ditta BKV, macchinari ed attrezzi per l'edilizia, è il nuovo sponsor. Il tecnico di seconda categoria, il Prof. Cancellaro, è il nuovo allenatore. Molte le novità in seno alla squadra, ma le nuove calciatrici non sembrano colmare adeguatamente il vuoto lasciato dalle partenti.
Nonostante tutto le credenziali della squadra per un campionato di vertice sono ottime, tanto è vero che le prestazioni convincenti in Coppa Italia fanno sognare i tifosi. Ma se i tifosi sognano, i dirigenti latitano sempre più, con il conseguente abbandono a sé stessa della
squadra che, privata del sostegno morale, si sfalda con il passare del tempo terminando al secondo posto a dodici punti dalla Lazio.
Nemmeno l'aver avuto l'incarico di organizzare l'incontro Italia-Germania, valido per il campionato Europeo, porta entusiasmo nell'ambiente dirigenziale; le calciatrici, pur se affezionate a Trani, in presenza di tale assenteismo totale prendono in considerazione le proposte di altre società.

### Il sogno è finito
Il campionato 1988-1989 sarebbe stato il decimo e anche il decennale della nascita dell'A.C.F. Trani 80, ma pregi e difetti di alcuni addetti ai lavori sono stati capaci di cancellare, con un solo colpo di spugna, l'invidiabile immagine che Trani si era costruita in Italia e all'estero. La società rinuncia a disputare il campionato sospendendo definitivamente l'attività sportiva.

## Allenatori e presidenti
| Allenatori - 1979-1980 Nicola Boccasini - 1981-1985 Santo Barbato - 1985-1986 Antonio De Marinis - 1986-1987 Santo Barbato - 1987-1988 Francesco Cancellaro | Presidenti - 1979-1984 Antonio Gusmai - 1985-1986 Paolo Loporchio - 1986-1988 Vincenzo Lettini |

## Palmarès

### Competizioni nazionali
- Campionato italiano: 3

1984, 1985, 1985-1986
- Coppa Italia: 1

1983
- Campionato di Serie B: 1

1981

### Altri piazzamenti
- Campionato italiano:

Secondo posto: 1983, 1986-1987, 1987-1988
Terzo posto: 1982
- Coppa Italia:

Finalista: 1985, 1987-1988